# Goura
Sous-famille
Genre
Goura est un genre d'oiseaux de la famille des Columbidae. C'est le seul genre de la sous-famille des Gourinae. Il se trouve à l'état naturel en Nouvelle-Guinée,,,.

## Liste des espèces
D'après la classification de référence du Congrès ornithologique international (version 8.1, 2018) :
- Goura cristata (Pallas, 1764) – Goura couronné
- Goura scheepmakeri Finsch, 1876 – Goura de Scheepmaker
- Goura sclaterii Salvadori, 1876 - Goura de Sclater
- Goura victoria (Fraser, 1844) – Goura de Victoria

## Biologie
Les trois espèces Goura cristata, Goura scheepmakeri et Goura victoria vivent dans des forêts de basse altitude, partiellement marécageuses, en groupes qui recherchent sur le sol les fruits tombés et d'autres végétaux. Les oiseaux passent la nuit perchés dans les arbres.